# Лакс (Вале)
Лакс (нім. Lax VS) — громада  в Швейцарії в кантоні Вале, округ Гомс.

## Географія
Громада розташована на відстані близько 85 км на південний схід від Берна, 65 км на схід від Сьйона.
Лакс має площу 5,4 км², з яких на 5% дозволяється будівництво (житлове та будівництво доріг), 32,8% використовуються в сільськогосподарських цілях, 44,8% зайнято лісами, 17,3% не є продуктивними (річки, льодовики або гори).

## Демографія
2019 року в громаді мешкало 315 осіб (+9,8% порівняно з 2010 роком), іноземців було 10,2%. Густота населення становила 58 осіб/км².
За віковим діапазоном населення розподілялося таким чином: 21,6% — особи молодші 20 років, 51,1% — особи у віці 20—64 років, 27,3% — особи у віці 65 років та старші. Було 146 помешкань (у середньому 2,2 особи в помешканні).
Із загальної кількості 87 працюючих 17 було зайнятих в первинному секторі, 31 — в обробній промисловості, 39 — в галузі послуг.